# 衣架
衣架是架起衣服的家具，用來將衣物掛起。

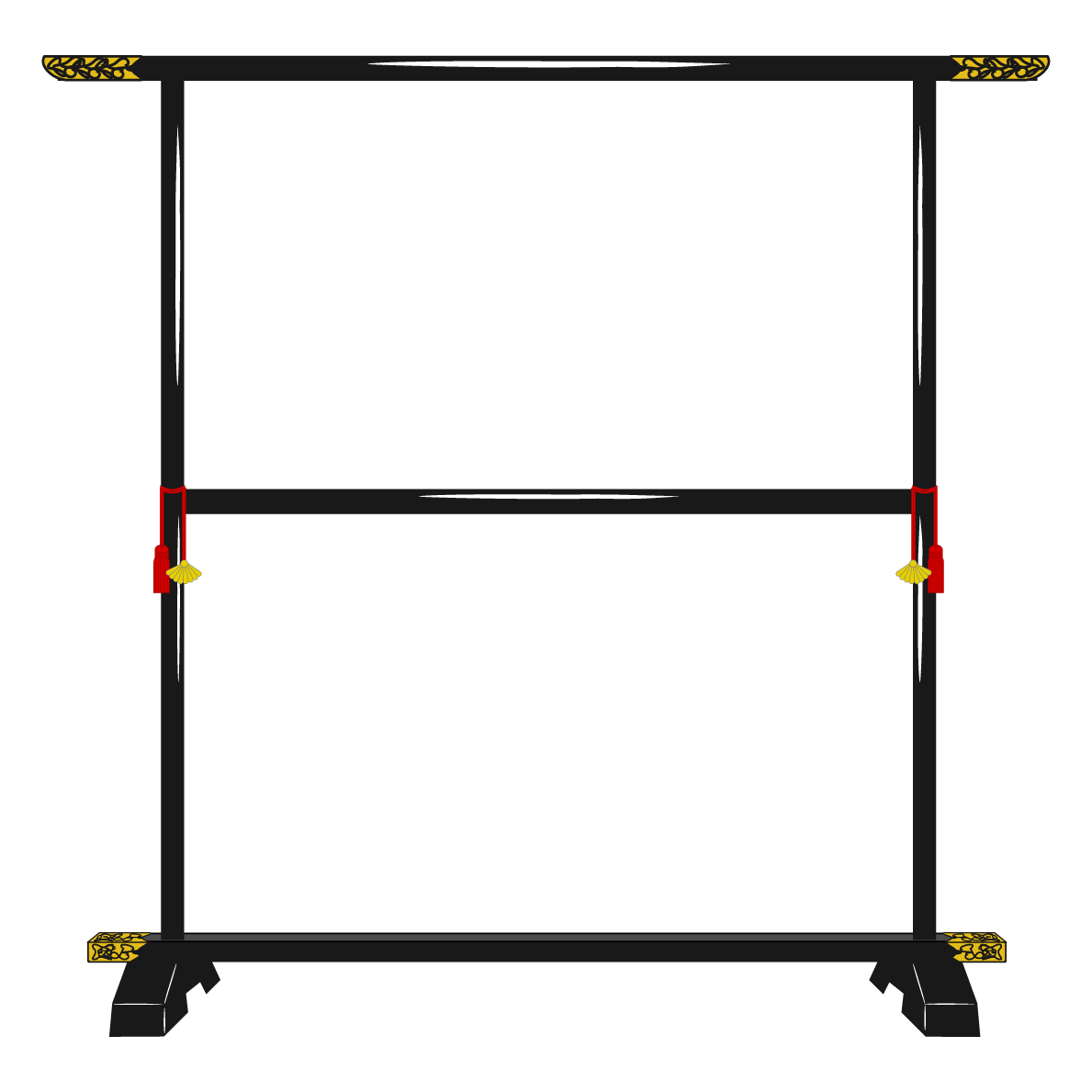
東亞傳統衣架，稱為衣桁

在《三國演義》第二十三回，襧衡曾以「衣架、飯囊、酒桶、肉袋」比喻那些沒有實才的人。

## 外部連結
- 衣架歷史（英）： （页面存档备份，存于）